# Префектура Окаяма
Префекту́ра Окая́ма (яп. 岡山県, おかやまけん, МФА: [okajama keɴ]?) — префектура в Японії, в регіоні Чюґоку, Світлогір'я.  Розташована в західній частині острова Хоншю, на узбережжі Внутрішнього Японського моря. Адміністративний центр префектури — Окаяма. Межує з префектурами Хьоґо, Тотторі, Хіросіма та Каґава. Заснована 1871 року на основі провінцій Біччю й Бідзен. Площа становить 7113,21 км². Станом на 1 липня 2011 року в префектурі мешкало 1 940 276 осіб. Густота населення складала 273 осіб/км². Основою економіки є сільське господарство, харчова і важка промисловість, комерція. 

## Адміністративно-територіальний поділ

### Міста
- Акаїва
- Асакучі
- Бідзен
- Ібара
- Курашікі
- Маніва
- Мімасака
- Ніїмі
- Окаяма
- Сетоучі
- Соджя
- Такахаші
- Тамано
- Цуяма

### Повіти
Містечка і села за повітами:
| - Ваке; - Ваке; - Цукубо; - Хаяшіма; - Асакуті; - Сатошьо; - Ода; - Якаґе; - Маніва; - Сіндзьо; - Томата; - Каґаміно; | - Кацута; - Наґі; - Сьоо; - Аїда; - Нісіавакура; - Куме; - Куменан; - Місакі; - Кага; - Кібітюо. |